# Гарфілд (Нью-Мексико)
Гарфілд (англ. Garfield) — переписна місцевість (CDP) в США, в окрузі Донья-Ана штату Нью-Мексико. Населення — 131 особа (2020).

## Географія
Гарфілд розташований за координатами 32°45′25″ пн. ш. 107°15′59″ зх. д. / 32.75694° пн. ш. 107.26639° зх. д. (32.756811, -107.266455).  За даними Бюро перепису населення США в 2010 році переписна місцевість мала площу 2,01 км², уся площа — суходіл.

## Демографія
Згідно з переписом 2010 року, у переписній місцевості мешкало 137 осіб у 43 домогосподарствах у складі 38 родин. Густота населення становила 68 осіб/км².  Було 47 помешкань (23/км²).
Расовий склад населення:
| - 54,0 % — білих - 8,0 % — корінних американців - 0,7 % — чорних або афроамериканців - 0,7 % — азіатів - 34,3 % — осіб інших рас |

До двох чи більше рас належало 2,2 %. Частка іспаномовних становила 83,9 % від усіх жителів.
За віковим діапазоном населення розподілялося таким чином: 28,5 % — особи молодші 18 років, 60,6 % — особи у віці 18—64 років, 10,9 % — особи у віці 65 років та старші. Медіана віку мешканця становила 34,1 року. На 100 осіб жіночої статі у переписній місцевості припадало 98,6 чоловіків;  на 100 жінок у віці від 18 років та старших — 100,0 чоловіків також старших 18 років.
Цивільне працевлаштоване населення становило 20 осіб. Основні галузі зайнятості: будівництво — 60,0 %, освіта, охорона здоров'я та соціальна допомога — 40,0 %.